# Erythrolamprus poecilogyrus
La culebra verde y negra o culebra de Peñarol (Erythrolamprus poecilogyrus) es una especie de ofidio del género Erythrolamprus. Esta serpiente habita en pastizales del centro-este del Cono Sur de América del Sur.

## Distribución y costumbres

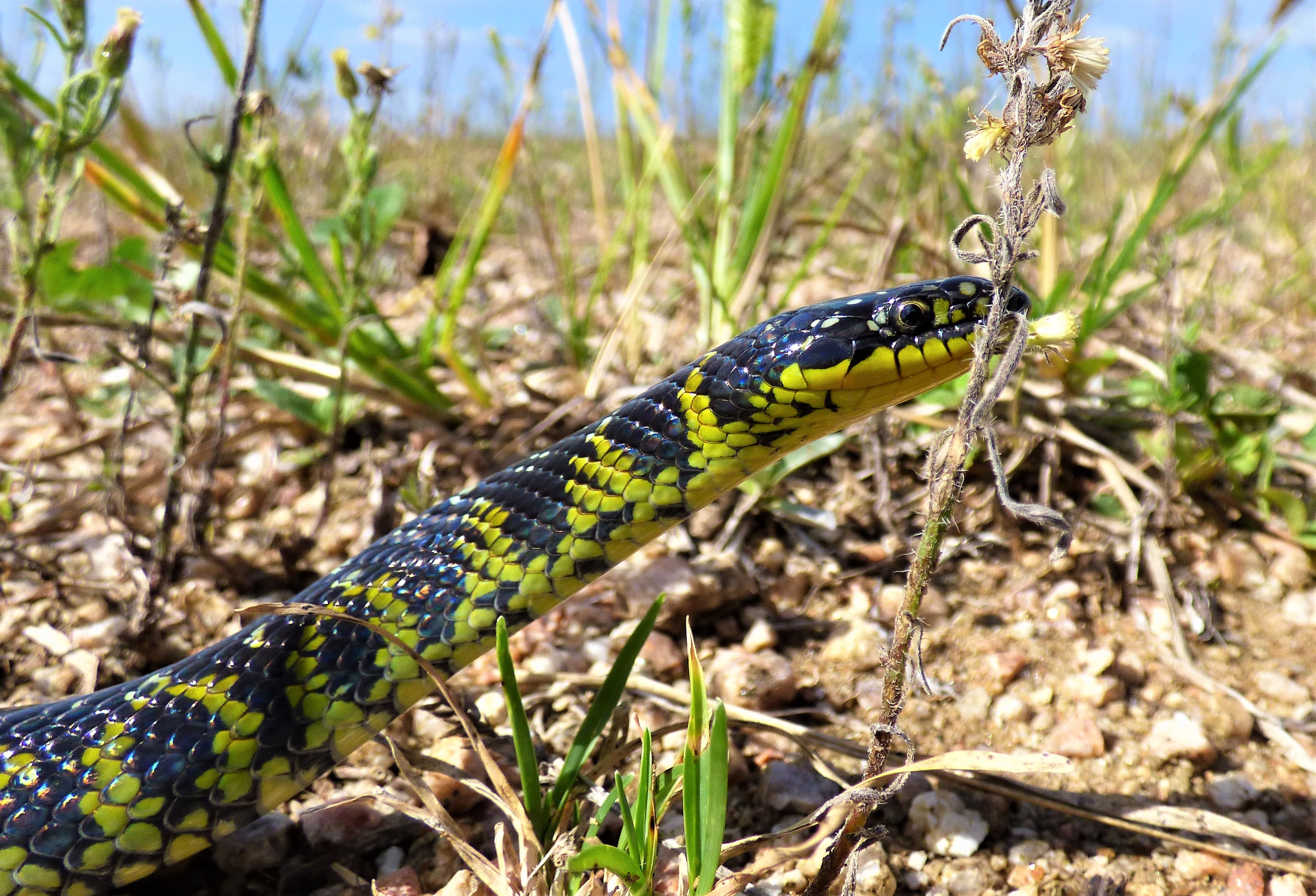
Ejemplar adulto.

Este ofidio se distribuye desde Venezuela, Ecuador, Perú, Bolivia, gran parte del Brasil, desde el extremo norte hasta Río Grande del Sur por el sur, todo el Uruguay, Paraguay y el norte de la Argentina, llegando por el sur hasta el sur de la provincia de Buenos Aires.

### Costumbres
Es una especie abundante en ambientes de pastizales húmedos cerca del agua, siendo de hábitos diurnos. Es una especie oportunista que consume mayormente anuros, tanto adultos como renacuajos. En menor medida come también lagartijas y peces, y los juveniles: insectos. No representa ningún peligro para el ser humano. Desde mayo hasta septiembre hiberna, aunque salen a tomar sol los días más cálidos.
Reproducción
Su reproducción es ovípara, poniendo en noviembre y diciembre (en la arena o en tierra a 5 cm de profundidad) alrededor de 3 a 11 o de 6 a 15 huevos blancos y alargados. En enero y febrero nacen las pequeñas crías.

## Taxonomía y características
Historia taxonómica
Erythrolamprus poecilogyrus fue descrita originalmente en el año 1825 por el príncipe, zoólogo, explorador, etnólogo, entomólogo y naturalista alemán Maximilian zu Wied-Neuwied, bajo el nombre científico de Coluber poecilogyrus.
Durante muchas décadas era conocida como integrando el género Liophis, hasta que en 2012 fue transferida a Erythrolamprus.
Sinonimia
- Coluber poecilogyrus Wied-Neuwied, 1825
- Leimadophis poecilogyrus (Wied-Neuwied, 1825)
- Liophis poecilogyrus (Wied-Neuwied, 1825)
- Xenodon schottii Schlegel, 1837
- Liophis poecilogyrus schotti (Schlegel, 1837)
- Liophis merremii var. sublineatus Cope, 1860
- Liophis poecilogyrus sublineatus Cope, 1860
- Liophis subfasciatus Cope, 1862
- Liophis poecilogyrus subfasciatus Cope, 1862
- Opheomorphus doliatus var. caesius Cope, 1862
- Liophis poecilogyrus caesius (Cope, 1862)
- Liophis poecilostictus Jan, 1863
- Liophis cobella flaviventris Jan, 1866
- Leimadophis poecilogyrus reticulatus Parker, 1931
- Liophis poecilogyrus reticulatus (Parker, 1931)
- Leimadophis poecilogyrus albadspresus Amaral, 1944
- Leimadophis poecilogyrus amazonicus Amaral, 1944
- Liophis poecilogyrus amazonicus (Amaral, 1944)
- Leimadophis poecilogyrus franciscanus Amaral, 1944
- Liophis poecilogyrus franciscanus (Amaral, 1944)
- Leimadophis poecilogyrus montanus Amaral, 1944
- Liophis poecilogyrus montanus (Amaral, 1944)
- Leimadophis poecilogyrus pictostriatus Amaral, 1944
- Liophis poecilogyrus pictostriatus (Amaral, 1944)
- Leimadophis poecilogyrus pinetincola Amaral, 1944
- Liophis poecilogyrus pinetincola (Amaral, 1944)
- Leimadophis poecilogyrus xerophilus Amaral, 1944

Ejemplar tipo
El ejemplar tipo original se desconoce. En 1860 le fue asignado el AMNH 3593-94.
- Sintipos: (2) ANSP 5419-20.

Localidad tipo
La localidad del ejemplar tipo asignado es: “Barra de Jucú, Río Espíritu Santo, Brasil”. 
Características
Erythrolamprus poecilogyrus es un ofidio esbelto y relativamente pequeño, de 660 mm de longitud hocico-cloaca, la cola comprende 120 mm. Es de coloración verde con manchas, reticulado o bandas transversales de color negro, siendo las bandas negras más anchas en los juveniles, sobre un fondo amarillento. El vientre es amarillo con manchas negras.

### Subespecies
Fue dividida en algunas subespecies:
Subespecies válidas ampliamente reconocidas
- Erythrolamprus poecilogyrus caesius (Cope, 1862)
- Erythrolamprus poecilogyrus poecilogyrus (Wied-Neuwied, 1825)
- Erythrolamprus poecilogyrus reticulatus (Parker, 1931)

Subespecies válidas menos reconocidas
- Erythrolamprus poecilogyrus schotti (Schlegel, 1837)
- Erythrolamprus poecilogyrus sublineatus (Cope, 1860)

Subespecies sinonimizadas
- Erythrolamprus poecilogyrus amazonicus[10]
- Erythrolamprus poecilogyrus franciscanus[10]
- Erythrolamprus poecilogyrus montanus[10]
- Erythrolamprus poecilogyrus pictostriatus[10]
- Erythrolamprus poecilogyrus pinetincola[10]
- Erythrolamprus poecilogyrus subfasciatus[11]
- Erythrolamprus poecilogyrus xerophilus

## Conservación
Erythrolamprus poecilogyrus no ha sido evaluada por la Unión Internacional para la Conservación de la Naturaleza (IUCN) en su "lista roja" por lo que se estima que es una "especie bajo preocupación menor", ya que es una especie común, posee una extensa distribución geográfica y no hay grandes amenazas que puedan afectar a la especie haciendo que experimente descensos significativos de su población.